# Frankendorf (Weihenzell)
Frankendorf (fränkisch: Frangga-dorf) ist ein Gemeindeteil der Gemeinde Weihenzell im Landkreis Ansbach (Mittelfranken, Bayern). Frankendorf liegt in der Gemarkung Forst.

## Geografie
Das Dorf liegt an der Rippach und am Dünnholzgraben, der dort als linker Zufluss in die Rippach mündet. Im Nordosten liegt das Waldgebiet Kohlschlag, im Nordwesten das Dünnholz und 0,5 km südwestlich das Langholz. Gemeindeverbindungsstraßen führen nach Forst (0,6 km nördlich) und die Staatsstraße 2246 kreuzend nach Thurndorf (2 km südlich). Die Kreisstraße AN 10 führt an der Fessen- und Steinmühle vorbei nach Weihenzell (3 km nordwestlich) bzw. zur Staatsstraße 2246 bei Neubruck (1,5 km östlich).

## Geschichte
Der Ort wurde im Würzburger Lehenbuch von 1303 als „Franckendorff“ erstmals urkundlich erwähnt. Das Bestimmungswort des Ortsnamens kann a) der Personenname Franko sein oder b) das Volk der Franken. Sollte die zweite Deutung die zutreffende sein, dann wäre das ein Beweis dafür, dass die Franken in dieser Gegend zu diesem Zeitpunkt nicht die Mehrheit der Bevölkerung stellten, sondern nur eine dünne Schicht der Eroberer bildeten, auf die explizit hingewiesen werden musste.
Gegen Ende des 18. Jahrhunderts gab es in Frankendorf mit der Fessenmühle 14 Anwesen. Das Hochgericht übte das brandenburg-ansbachische Hofkastenamt Ansbach aus. Die Dorf- und Gemeindeherrschaft hatte das Rittergut Frohnhof der Herren von Eyb. Grundherren waren das Rittergut Frohnhof (2 Halbhöfe, 1 Höflein, 4 Söldengüter) und das Rittergut Rügland der Herren von Crailsheim (1 Mühle, 1 Hof, 3 Söldengüter, 1 Wirtschaft mit Schankrecht, 1 Schmiede). Neben den Anwesen gab es folgende kommunale Gebäude: Hirtenhaus, Brechhaus. Es gab zu dieser Zeit 12 Untertansfamilien. Von 1797 bis 1808 unterstand der Ort dem Justiz- und Kammeramt Ansbach.
Im Rahmen des Gemeindeedikts wurde Frankendorf dem 1808 gebildeten Steuerdistrikt Vestenberg und der 1811 gegründeten Ruralgemeinde Vestenberg zugeordnet. Mit dem Zweiten Gemeindeedikt (1818) wurde Frankendorf nach Bruckberg umgemeindet. Am 13. August 1827 wurde sie in die neu gebildete Gemeinde Forst umgemeindet. In der freiwilligen Gerichtsbarkeit unterstanden sieben Anwesen von 1820 bis 1848 dem Patrimonialgericht Rügland. Am 1. Juli 1971 wurde Frankendorf im Zuge der Gebietsreform in Bayern nach Weihenzell eingemeindet.

### Baudenkmal
- Brücke: einbogiger Quaderbau über den Bach, 18./19. Jahrhundert; am Ortsrand Richtung Weihenzell[14]

### Einwohnerentwicklung
| Jahr      | 001818 | 001840 | 001861 | 001871 | 001885 | 001900 | 001925 | 001950 | 001961 | 001970 | 001987 | 001999 | 002011 | 002017 |
| Einwohner | 106    | 165    | *160   | 85     | 85     | 86     | 90     | 120    | 100    | 95     | 85     | 111    | 114    | 111    |
| Häuser    | 15     | 15     |        |        | 14     | 14     | 14     | 15     | 15     |        | 20     |        |        |        |
| Quelle    | [ 16 ] | [ 17 ] | [ 18 ] | [ 19 ] | [ 20 ] | [ 21 ] | [ 22 ] | [ 23 ] | [ 24 ] | [ 25 ] | [ 26 ] | [ 27 ] |        | [ 1 ]  |

## Religion
Der Ort ist seit der Reformation evangelisch-lutherisch geprägt und gehört bis heute zur Kirchengemeinde St. Stephanus, einer Filiale von St. Jakob. Die Einwohner römisch-katholischer Konfession sind nach St. Bonifatius gepfarrt.